# 電力土木
電力土木（でんりょくどぼく、英: Electric Power Civil engineering）とは、電気事業分野で土木工学に属する分野。
関係団体では一般社団法人電力土木技術協会がある。
電力施設建設に関して、日本建設業連合に電力工事委員会が設けられている。
土木学会ではエネルギー委員会の名称で学術研究がなされている。
技術士建設部門に選択科目として、電力土木が設けられている。
この他、速水洋志『わかりやすい土木の実務』(ISBN978-4-274-20589-7 オーム社/出版局) では発電土木という名称で解説されている。これによると、発電土木は電気エネルギーをつくる発電所建設および送電施設に関する土木分野をいうとしているが、つかさどる土木技術は一般の土木と何ら変わるものではない。今後も科学技術の開発に伴う電力需要の増大は予想され、発電所の構築に伴う土木技術の役割はますます重要となっていくとしている。
日本では明治20年代（1890年から）に水力発電による電気の明かりが灯って以降、電力はエネルギー供給の最も重要な位置を占め、水力から火力 (石炭、ガス、石油)および原子力発電へと変化していったとしている。